# ダミアン・モス
ダミアン・モス（Damian Joseph Moss、1976年11月24日 - ）は、オーストラリアのニューサウスウェールズ州ダーリングハースト出身の元プロ野球選手(投手)。左投右打。

## 経歴
1994年にマイナーデビュー。着実に経験を積んでいたが1998年に右肘を手術し、1年を棒に振ってしまう。翌年、1Aから再スタートをした。
2001年4月26日に、メジャーデビューを果たした。シーズン終盤には先発も経験した。
2002年は開幕からシーズン終了まで先発としてフル回転で12勝を挙げる大活躍。しかしオフに1対2のトレード（ラス・オルティス⇔モスとマーキン・バルデス）でジャイアンツへ。
2003年も開幕5連勝と5月中旬までは快進撃だったがその後はやや失速。7月が終わった時点で9勝7敗とまずまずだったがプレーオフへ向けて補強をしたいチームはオリオールズとの1対3のトレードを発表（シドニー・ポンソン⇔モスとカート・エインズワースとマイナー選手1人）。オリオールズでは1勝5敗、防御率6点台と奮わなかった。
2004年はデビルレイズへ移籍。先発を2度任されたが全く奮わずマイナーへ降格。3Aでも5勝9敗、防御率5.87と不振を極めた。8月にはレッズに移籍も3Aで3連敗でメジャー昇格ならず。
2005年はマリナーズへ移籍し3Aで9勝7敗、防御率3.73と安定した投球を見せたが年間通じてメジャー昇格は無かった。
2006年に横浜ベイスターズの春季キャンプにテスト生として参加。かつては93マイル（149km/h）を出したことがあるが、今回はMAX130km/h前半と全く精彩を欠き不合格に。

3月に、この年から開催されたワールド・ベースボール・クラシック(WBC)のオーストラリア代表に選出された。この大会では、1次リーグ、ドミニカ戦で先発もKOされた。

シーズンでは、アメリカに戻り古巣ブレーブスで再起を期すも3Aで1勝2敗、防御率10.13と散々な結果で4月後半には早々解雇されてしまう。その後は独立リーグ、アトランティックリーグのロングアイランド・ダックスへ入団も6試合で5敗、防御率7.67と状態は上がらなかった。
2007年は独立リーグ、サウス・コースト・リーグのメーコン・ミュージックに入団。しかし9回1/3を投げただけで防御率6.75という成績でシーズンを終えた。
メジャーで活躍していた時もそうだったが、毎年のように制球難に苦しんでいる。
2009年3月に、第2回WBCのオーストラリア代表に選出され2大会連続2度目の選出となった。日本代表との練習試合に先発登板した。

## 詳細情報

### 年度別投手成績
| 年 度    | 球 団    | 登 板 | 先 発 | 完 投 | 完 封 | 無 四 球 | 勝 利 | 敗 戦 | セ 丨 ブ | ホ 丨 ル ド | 勝 率 | 打 者 | 投 球 回 | 被 安 打 | 被 本 塁 打 | 与 四 球 | 敬 遠 | 与 死 球 | 奪 三 振 | 暴 投 | ボ 丨 ク | 失 点 | 自 責 点 | 防 御 率 | W H I P |
| -------- | -------- | ----- | ----- | ----- | ----- | -------- | ----- | ----- | -------- | ----------- | ----- | ----- | -------- | -------- | ----------- | -------- | ----- | -------- | -------- | ----- | -------- | ----- | -------- | -------- | ------- |
| 2001     | ATL      | 5     | 1     | 0     | 0     | 0        | 0     | 0     | 0        | 0           | ----  | 41    | 9.0      | 3        | 1           | 9        | 0     | 0        | 8        | 1     | 0        | 3     | 3        | 3.00     | 1.33    |
| 2002     | ATL      | 33    | 29    | 0     | 0     | 0        | 12    | 6     | 0        | 0           | .667  | 743   | 179.0    | 140      | 20          | 89       | 5     | 6        | 111      | 13    | 2        | 80    | 68       | 3.42     | 1.28    |
| 2003     | SF       | 21    | 20    | 0     | 0     | 0        | 9     | 7     | 0        | 0           | .563  | 518   | 115.0    | 121      | 12          | 63       | 3     | 5        | 57       | 11    | 3        | 62    | 60       | 4.70     | 1.60    |
| 2003     | BAL      | 10    | 9     | 0     | 0     | 0        | 1     | 5     | 0        | 0           | .167  | 244   | 50.2     | 63       | 12          | 29       | 2     | 6        | 22       | 1     | 0        | 40    | 35       | 6.22     | 1.82    |
| '03計    | BAL      | 31    | 29    | 0     | 0     | 0        | 10    | 12    | 0        | 0           | .455  | 762   | 165.2    | 184      | 24          | 92       | 5     | 11       | 79       | 12    | 3        | 102   | 95       | 5.16     | 1.67    |
| 2004     | TB       | 5     | 2     | 0     | 0     | 0        | 0     | 1     | 0        | 0           | .000  | 43    | 8.0      | 13       | 2           | 5        | 0     | 1        | 6        | 1     | 0        | 15    | 15       | 16.88    | 2.25    |
| MLB：4年 | MLB：4年 | 74    | 61    | 0     | 0     | 0        | 22    | 19    | 0        | 0           | .537  | 1589  | 361.2    | 340      | 47          | 195      | 10    | 18       | 204      | 27    | 5        | 200   | 181      | 4.50     | 1.48    |

### 背番号
- 61（2001年）
- 27（2001年 - 2002年）
- 28（2003年）
- 32（2004年）

### 代表歴
- 2006 ワールド・ベースボール・クラシック・オーストラリア代表
- 2009 ワールド・ベースボール・クラシック・オーストラリア代表